# 1722
1722. је била проста година.

## Догађаји

### Април
- 5. април — Холандски истраживач Јакоб Рогевен је постао први Европљанин који се искрцао на Ускршње острво.

## Смрти

### Јун
- 16. јун — Џон Черчил, први војвода од Молбороа, енглески војсковођа и државник